# Pristimantis lucidosignatus
Pristimantis lucidosignatus là một loài động vật lưỡng cư trong họ Strabomantidae, thuộc bộ Anura. Loài này được Rödder & Schmitz mô tả khoa học đầu tiên năm 2009.